# Jegłownik (gromada)
Jegłownik – dawna gromada, czyli najmniejsza jednostka podziału terytorialnego Polskiej Rzeczypospolitej Ludowej w latach 1954–1972.
Gromady, z gromadzkimi radami narodowymi (GRN) jako organami władzy najniższego stopnia na wsi, funkcjonowały od reformy reorganizującej administrację wiejską przeprowadzonej jesienią 1954 do momentu ich zniesienia z dniem 1 stycznia 1973, tym samym wypierając organizację gminną w latach 1954–1972.
Gromadę Jegłownik z siedzibą GRN w Jegłowniku utworzono – jako jedną z 8759 gromad na obszarze Polski – w powiecie elbląskim w woj. gdańskim na mocy uchwały nr 15/III/54 WRN w Gdańsku z dnia 5 października 1954. W skład jednostki weszły obszary dotychczasowych gromad Nogat, Szopy, Błotnica, Karczowiska Górne i Jegłownik (bez przysiółka Mojkowo) i Wikrowo Wielkie (bez obszaru działek Nr Nr 1, 63 i 64) ze zniesionej gminy Jegłownik w tymże powiecie, a także część obrębu kat. Karczowiska Górne o powierzchni 1,99 ha, położona między rzeką Fiszewką a szosą Elbląg-Malbork, z miasta na prawach powiatu Elbląga. Dla gromady ustalono 18 członków gromadzkiej rady narodowej.
1 stycznia 1960 do gromady Jegłownik włączono miejscowości Kazimierzowo, Adamowo, Władysławowo i Wikrowo ze zniesionej gromady Kazimierzowo w tymże powiecie.
Gromada przetrwała do końca 1972 roku, czyli do kolejnej reformy gminnej.